# (9973) Szpilman
(9973) Szpilman ist ein Asteroid des mittleren Hauptgürtels, der am 12. Juli 1993 von dem belgischen Astronomen Eric Walter Elst am La-Silla-Observatorium der Europäischen Südsternwarte in Chile (IAU-Code 809) entdeckt wurde. Sichtungen des Asteroiden hatte es vorher schon mehrere gegeben: im August 1949 unter der vorläufigen Bezeichnung 1949 QJ an der Landessternwarte Heidelberg-Königstuhl, am 27. und 29. Januar 1979 (1979 BV2) am Palomar-Observatorium in Kalifornien sowie am 9. 15. und 16. Januar 1991 (1991 AM3) am Karl-Schwarzschild-Observatorium im Tautenburger Wald.
(9973) Szpilman wurde am 14. Juni 2003 nach dem polnischen Pianisten Władysław Szpilman (1911–2000) benannt, der das Warschauer Ghetto überlebt hatte.